# 神戸駅 (兵庫県)

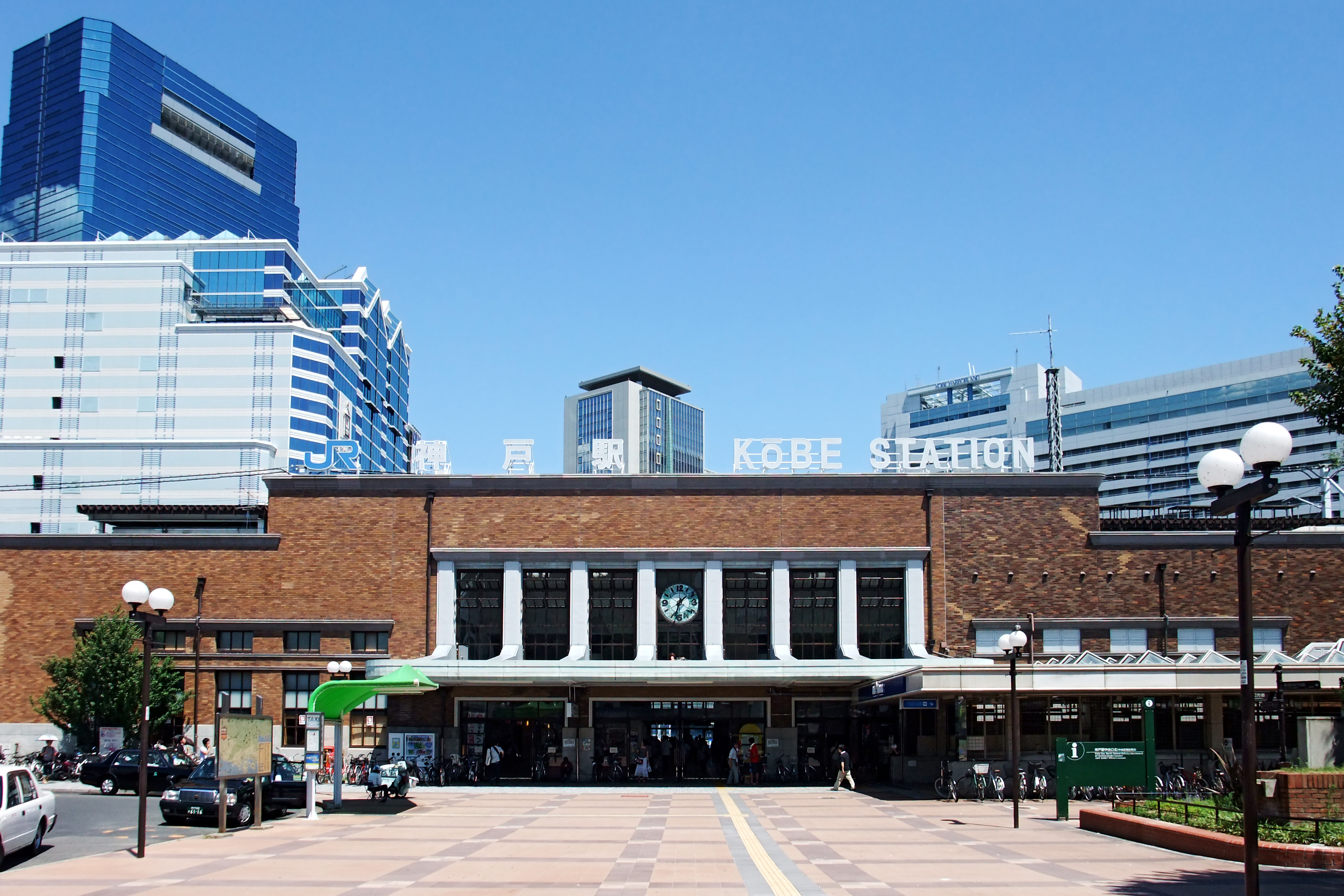
北口

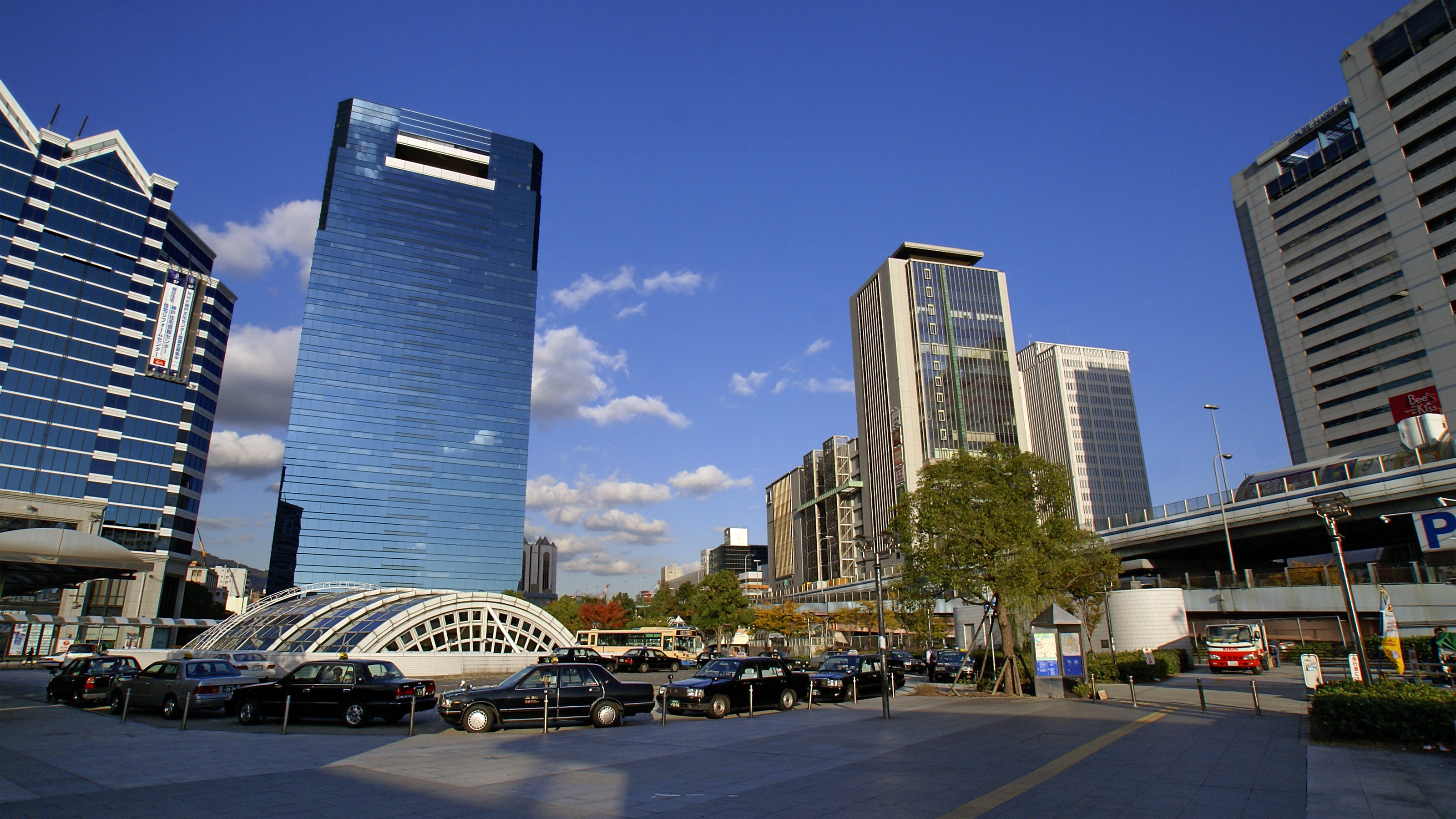
南口駅前ロータリー

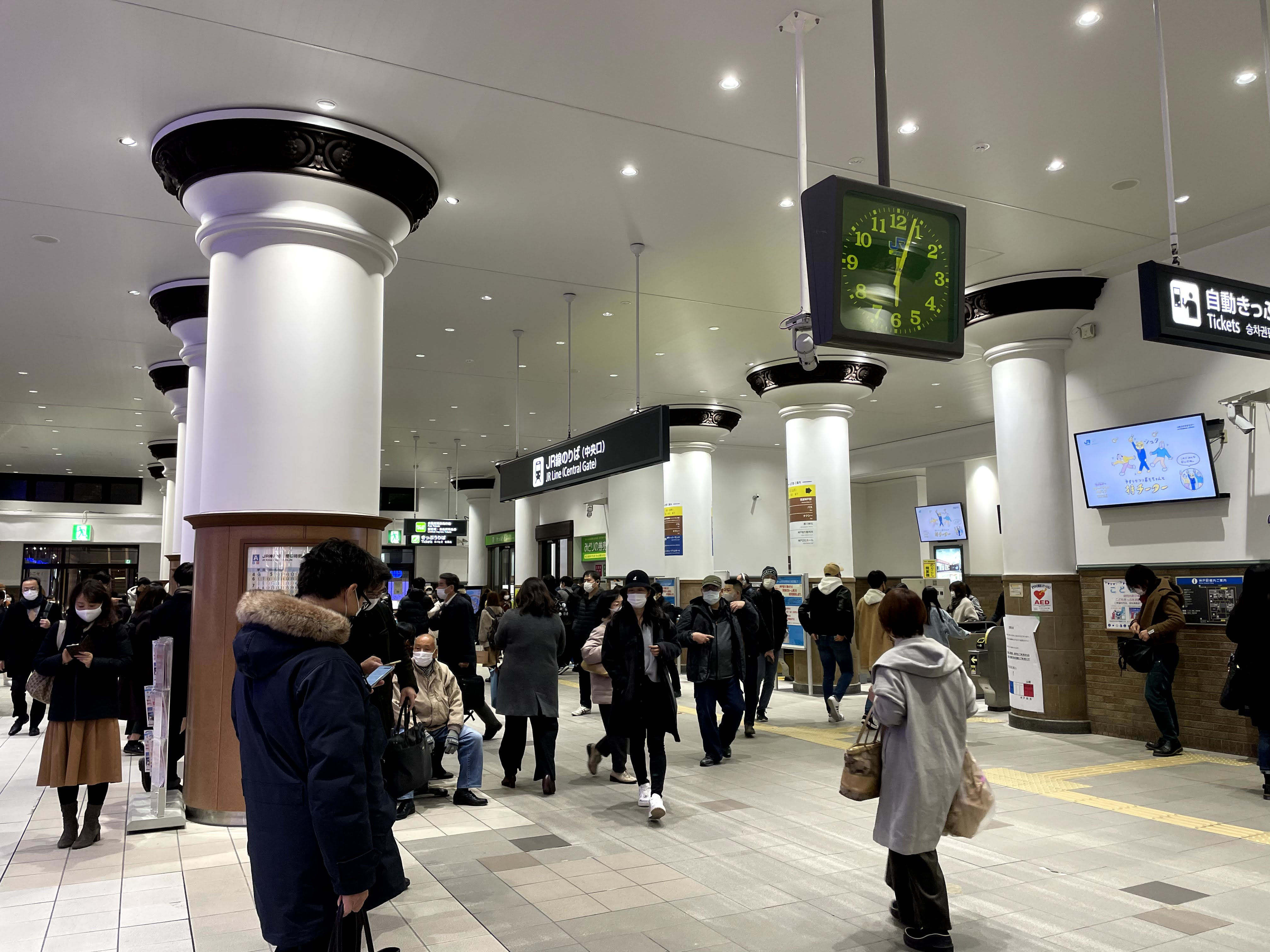
中央口コンコース

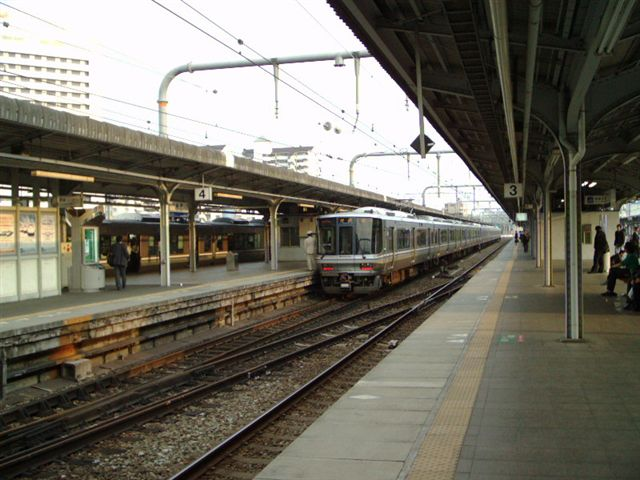
プラットホーム（2006年）

神戸駅（こうべえき）は、兵庫県神戸市中央区相生町三丁目にある、西日本旅客鉄道（JR西日本）の駅である。駅番号はJR-A63。「JR神戸線」の愛称区間に含まれている。
東京駅から続く東海道本線の終点であり、当駅から福岡県北九州市の門司駅まで続く山陽本線の起点である。

## 概要
1874年に日本で2番目の鉄道路線である大阪 - 神戸間の官設鉄道の駅として開業した。現在の駅舎は1930年築で、近代化遺産に指定されている。また、第2回近畿の駅百選にも選出された。
東海道本線の西側の終点および山陽本線の東側の起点であり、東海道本線を所属線としているが、直通運転が行われているため当駅を起終点とする列車は少ない。JR発足後は大阪駅（東海道本線所属）から当駅を介して姫路駅（山陽本線所属）に至る区間を「JR神戸線」の愛称で旅客向けに案内しており、この区間は一体的に運行されている。また、当駅から分岐する路線はないため、名目上は東海道本線・山陽本線という本州を代表する幹線の終点および起点駅ではあるが、運行上はJR神戸線の途中駅としての側面が強い。ホームの南（浜側）には、両路線の起終点を示すキロポストがある。歴史的には東海道本線が開業当初から国有路線であったのに対し、山陽本線は民間の山陽鉄道によって開業し、後に国有化された。
都市名を冠する市内の主要な駅の一つとして名目上の神戸市の代表駅や特定都区市内制度の神戸市内中心駅とされるが、神戸市役所や商業地域の中心地に近いのは二つ東隣の三ノ宮駅、県庁は一つ東隣の元町駅が最寄駅であり、山陽新幹線の停車駅は三ノ宮駅の北に位置する新神戸駅である。なお、新神戸駅は運賃計算上は当駅と同一駅扱いとなっている。
客数は当駅よりも三ノ宮駅の方が多いため、スーパーはくとやサンライズ瀬戸・出雲（上りのみ）などの特急列車は三ノ宮駅のみに停車し、当駅を通過するものが多い。ただし、かつて運転されていた寝台特急「彗星」は、三ノ宮駅を通過し当駅に停車していたが、2000年3月に「あかつき」との併結運転開始と同時に当駅から三ノ宮駅に停車駅が変更となった。その後、「彗星」は2005年9月30日で廃止され、それと引き換えに「はまかぜ」が当駅に停車するようになった（「はまかぜ」は三ノ宮駅にも停車する）。なお、2019年3月に運行を開始した「らくラクはりま」は、運行開始時より当駅に停車している。1978年10月1日以前は新快速も当駅を通過していた（三ノ宮駅は1970年10月1日の新快速登場時から停車していた）。
アーバンネットワークエリアおよびICOCA利用エリアに含まれている。また、特定都区市内制度における「神戸市内」の中心駅である。駅長が配置された直営駅であり、管理駅として神戸市内の山陽本線の所属駅である兵庫駅 - 舞子駅間の各駅および山陽本線支線（和田岬線）の和田岬駅を管轄している。

### 駅周辺の変遷
当駅開業時の神戸町の範囲は東は旧生田川から西は宇治川までだったが、当駅所在地は宇治川以西、湊川以東である。宇治川 - 湊川間は概ね西国街道を境に浜側が兵庫津の相生町と東川崎町、山側が坂本村で、坂本村の南部は1871年から「仲町部」と称して開発されていた。兵庫津の各町名や仲町部の新町名（古湊通・中町通・多聞通・橘通・上橘通）は1879年に神戸区（市の前身）、1889年に神戸市の一部となってからも1931年まで「兵庫」を冠称していた。このように「兵庫」と認識されていた場所で「神戸」を名乗った駅が当駅である。このため、当駅と同時に神戸町に開業した駅は「三ノ宮」を名乗ることになった。
宇治川 - 湊川間には駅開業に先んじて福原遊廓（当初は当駅所在地にあったが1873年に新福原と通称される現在地に移転）、2代目兵庫県庁舎、湊川神社ができ、1887年には神戸区役所（のちに神戸市役所）が当駅付近に移転。1901年には湊川が付け替えられ、1905年に湊川旧河道に誕生した新開地は「東の浅草、西の新開地」と称されるほど活況を呈するようになり、最寄駅のひとつとなる当駅周辺も賑わいを見せていた。
新開地や神戸駅周辺が賑わう一方で、1899年の神戸外国人居留地返還を機に街や港の中心が旧生田川筋へ移る動きも始まっていた。河口西岸に居留地が位置する生田川は湊川より30年も早く付け替えられ、生田川旧河道には1873年に滝道（フラワーロード）が整備され、1889年の市制施行の際に旧生田川以東の葺合村が市域に加わった。返還後の旧居留地はオフィス街へと変容し、1907年に旧生田川河口と旧居留地沖で新港突堤の埋立造成が開始された。昭和初期には東海道本線三ノ宮駅の移転、阪神本線の地下線切り替え、阪急神戸本線の延伸等によって三宮が鉄道結節点となった。
神戸大空襲後に湊川公園付近の校舎を転用していた神戸市役所は、旧地に近い湊川神社北と旧生田川筋の東遊園地の2ヶ所を新庁舎建設候補地として検討していたが、1957年に東遊園地へ新築移転した。高度成長期以降、私鉄を含めた複数の路線が集結するターミナル駅の三ノ宮駅・三宮駅周辺に商業施設が集積し、中心市街地の地位は三宮に奪われた。豪華な貴賓室や、当駅始発の東京方面への優等列車用ホームとして使用されていた1番のりばなどに、かつて神戸市の中心駅であった名残を見ることができる。

### 接続路線
以下の駅との連絡が可能となっている。
- 神戸市営地下鉄
  - 海岸線 - ハーバーランド駅[4]
- 阪神電気鉄道・阪急電鉄
  - 神戸高速線 - 高速神戸駅[4]

321系・223系・225系の車内ディスプレイでは、上記のうち地下鉄海岸線のみが連絡路線として表示されている。
また、三ノ宮駅・元町駅・新長田駅と同様、山陽新幹線新神戸駅（地下鉄山手線で連絡）との連絡扱いをしている。

## 歴史

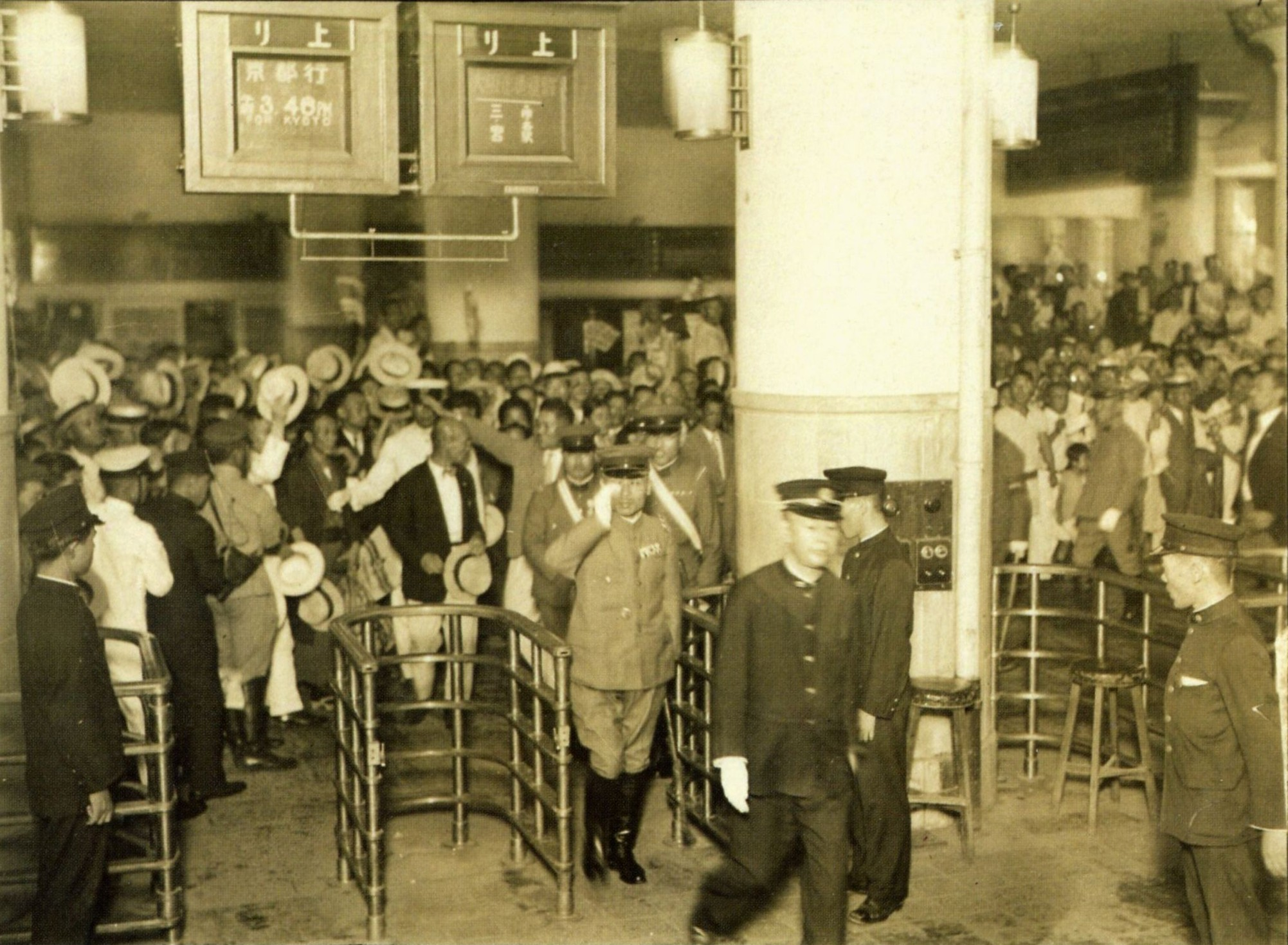
神戸駅改札を通り東京に向かう本庄繁前・関東軍司令官(1932年9月)

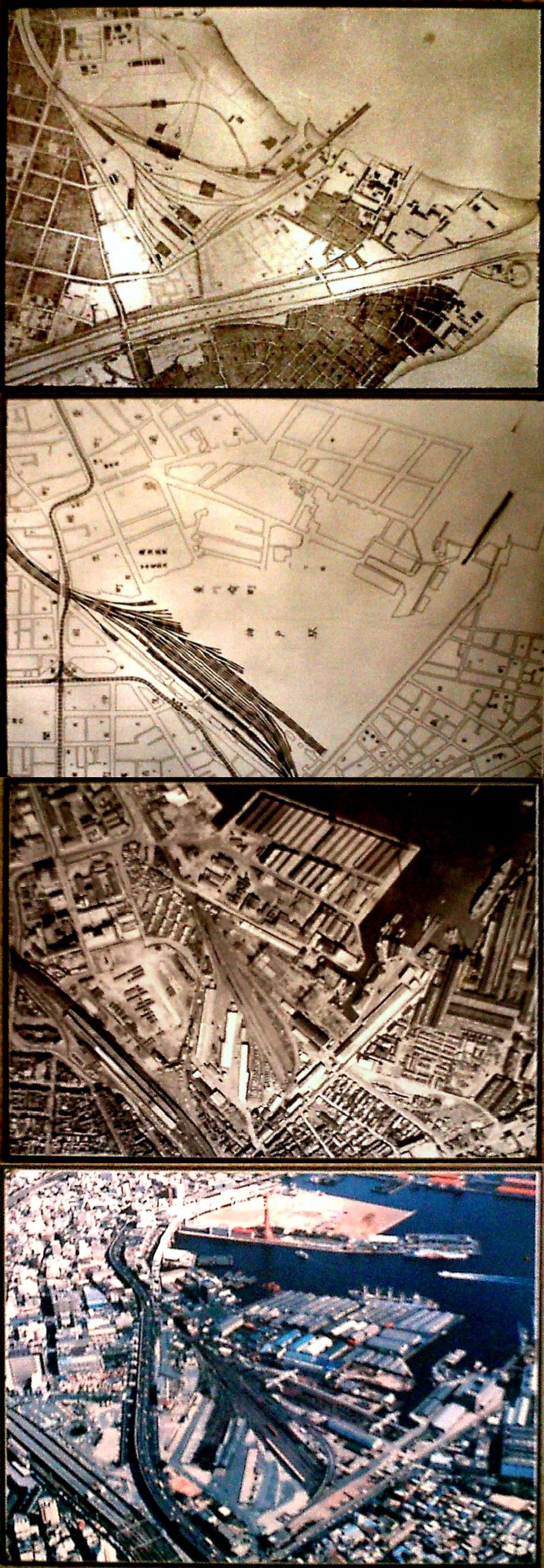
神戸駅周辺の変遷。上から順に明治14年測量図・大正13年測量図・昭和28年航空写真・昭和59年航空写真。右上側の貨物駅は湊川駅で、客貨分離により神戸駅と敷地を分割したことがわかる。

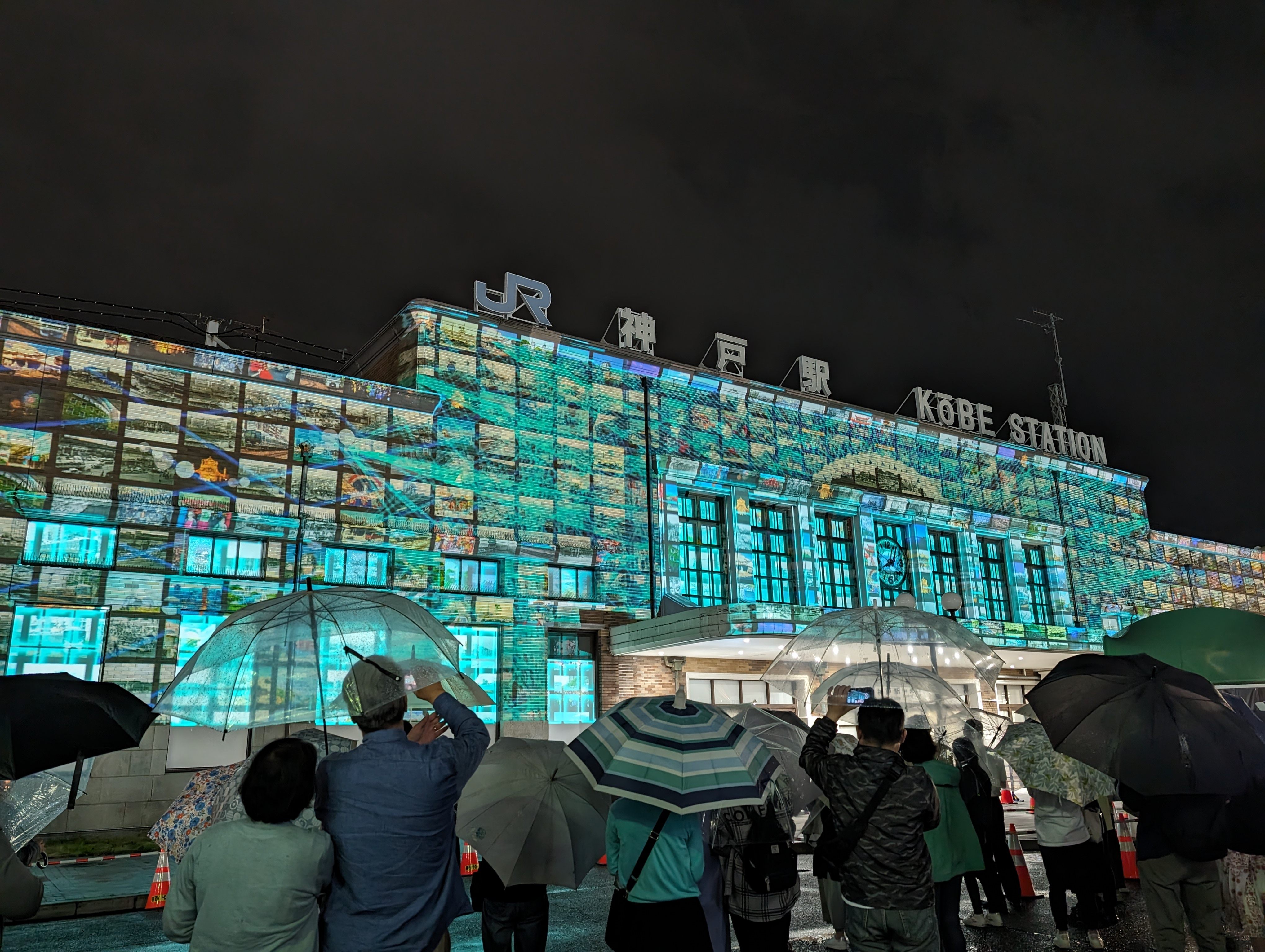
神戸～大阪鉄道開業150周年 プロジェクションマッピング

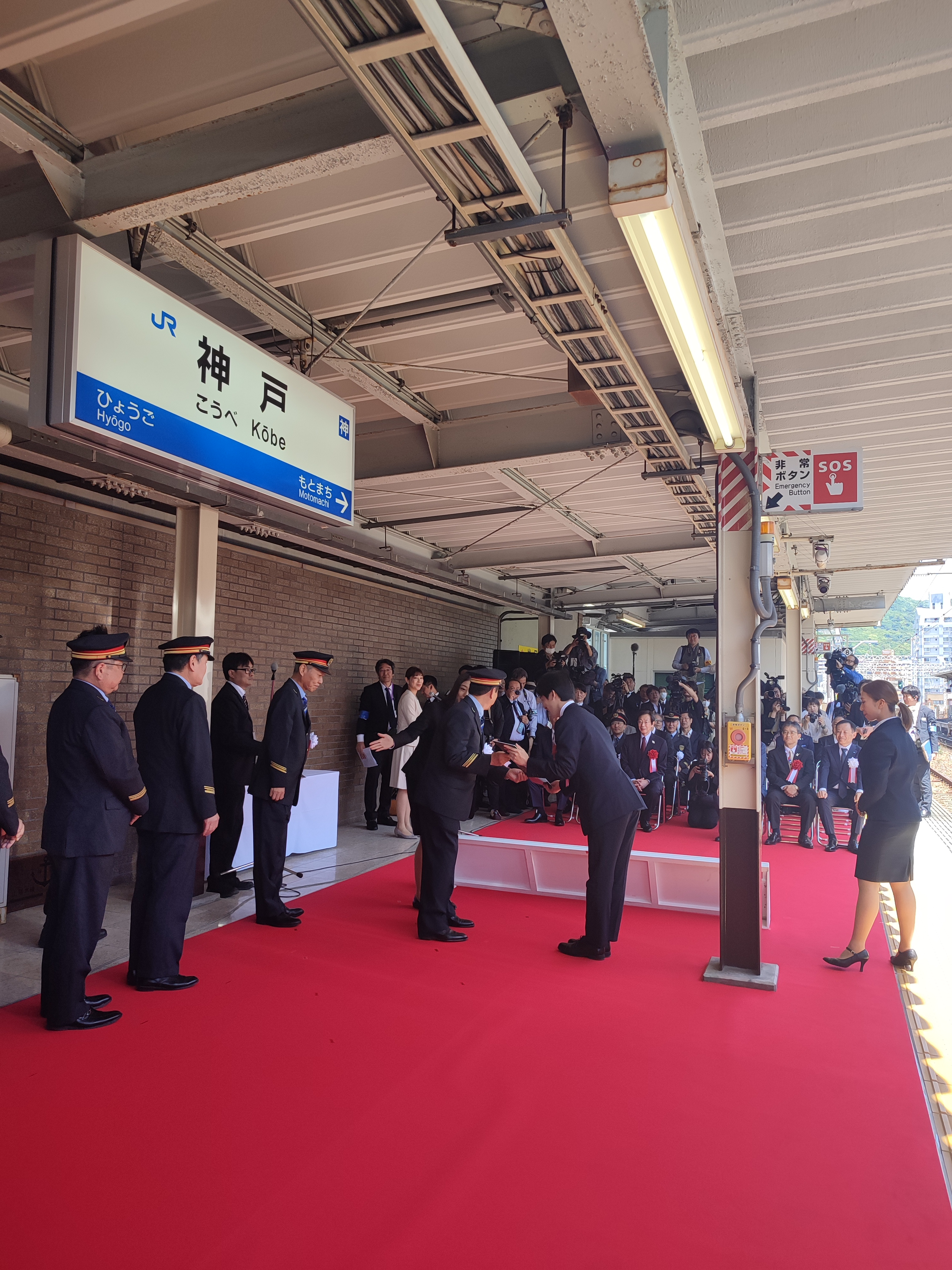
神戸～大阪鉄道開業150周年 記念列車の出発式

- 1874年（明治7年）5月11日：官設鉄道の駅として開業[1][7][8][24]。新橋駅 - 横浜駅間の鉄道開通に続く2番目の鉄道の大阪駅 - 当駅間の路線の終着駅で、開業時の駅舎はレンガ造りであった。それまでは北風家所有の粥原の新田であった。
- 1875年（明治8年）4月：駅構内に蟹川船渠を開設[25]。
- 1876年（明治9年）6月27日：駅構内に鉄道桟橋を架設[26]。
- 1889年（明治22年）
  - 7月1日：東海道本線の原型となる新橋駅 - 当駅間が全線開通。2代目の駅舎になる[9]。また、神戸鉄道局（後の大阪鉄道管理局）が置かれた。
  - 9月1日：山陽鉄道が兵庫駅から延長され、当駅に乗り入れ[24]。
- 1895年（明治28年）4月1日：線路名称制定。東海道線の所属となる[7]。
- 1906年（明治39年）12月1日：山陽鉄道が国有化され[24]、官設鉄道のみの駅になる。
- 1909年（明治42年）10月12日：線路名称が指定され、山陽鉄道の区間が山陽本線となる。
- 1928年（昭和3年）12月1日：東海道本線貨物支線の湊川駅に貨物取り扱い業務を移管。当駅での貨物の取り扱いを廃止[11]。湊川駅自体は神戸駅の敷地を客貨分離により分割したもの。
- 1930年（昭和5年）7月1日：駅高架化に先駆け、三代目の現在の駅舎に改築[8][9][27]。近代的設備を備えたこの駅は、貴賓室などもそなえた豪華なものともなっていた。
- 1931年（昭和6年）10月10日：高架駅化[27]。
- 1945年（昭和20年）5月1日：行政区の合併により駅の所在地が湊東区から生田区となる。
- 1978年（昭和53年）10月2日：新快速の停車駅となる[要出典]。
- 1980年（昭和55年）12月1日：行政区の合併により駅の所在地が生田区から中央区となる。
- 1985年（昭和60年）3月14日：湊川駅が廃止。跡地は再開発され、1992年9月に神戸ハーバーランドとなっている。
- 1987年（昭和62年）4月1日：国鉄分割民営化により西日本旅客鉄道（JR西日本）の駅となる[24][28]。
- 1988年（昭和63年）3月13日：路線愛称の制定により、東海道本線の大阪駅 - 当駅間および山陽本線の当駅 - 姫路駅間で「JR神戸線」の愛称を使用開始[24]。
- 1992年（平成4年）
  - 9月1日：神戸ハーバーランドの街びらきに伴い、地下自由通路を新設[29]。
  - 10月24日：中央コンコースの東西に分かれていた改札口を中央改札口に統一し、西口改札口を中2階から1階に移転[29]。コンコース階の内装の下半分をレンガ調、上半分を白色とし、南側の外壁を張り替える[29]。
- 1995年（平成7年）
  - 1月17日：阪神・淡路大震災により、営業休止[24]。
  - 1月30日：当駅 - 須磨駅間が営業再開。
  - 2月20日：灘駅 - 当駅間が営業再開。
- 1997年（平成9年）
  - 3月8日：JR神戸線標準接近メロディ「さざなみ」導入[30]。
  - 10月18日：自動改札機を設置し、供用開始[31]。
- 2002年（平成14年）7月29日：JR京都・神戸線運行管理システム導入[32]。
- 2003年（平成15年）
  - 10月12日：バリアフリー化工事が完成。2 - 5番のりばでエレベーターが供用開始。
  - 11月1日：ICカード「ICOCA」の利用が可能となる。
  - 12月3日：駅構内にビエラ神戸が開業[33]。
- 2007年（平成19年）3月18日：駅自動放送を更新。
- 2013年（平成25年）5月2日：自動改札機を新型のものに交換[要出典]。
- 2015年（平成27年）3月12日：入線警告音の見直しに伴い、接近メロディをJR神戸線標準接近メロディ「さざなみ」の音質見直し版に再び変更する[34]。
- 2018年（平成30年）3月17日：駅ナンバリングが導入される[35]。
- 2020年（令和2年）12月25日：5番のりばで昇降式ホーム柵の使用を開始[36]。
- 2021年（令和3年）3月5日：2番のりばで昇降式ホーム柵の使用を開始[37]。

## 駅構造

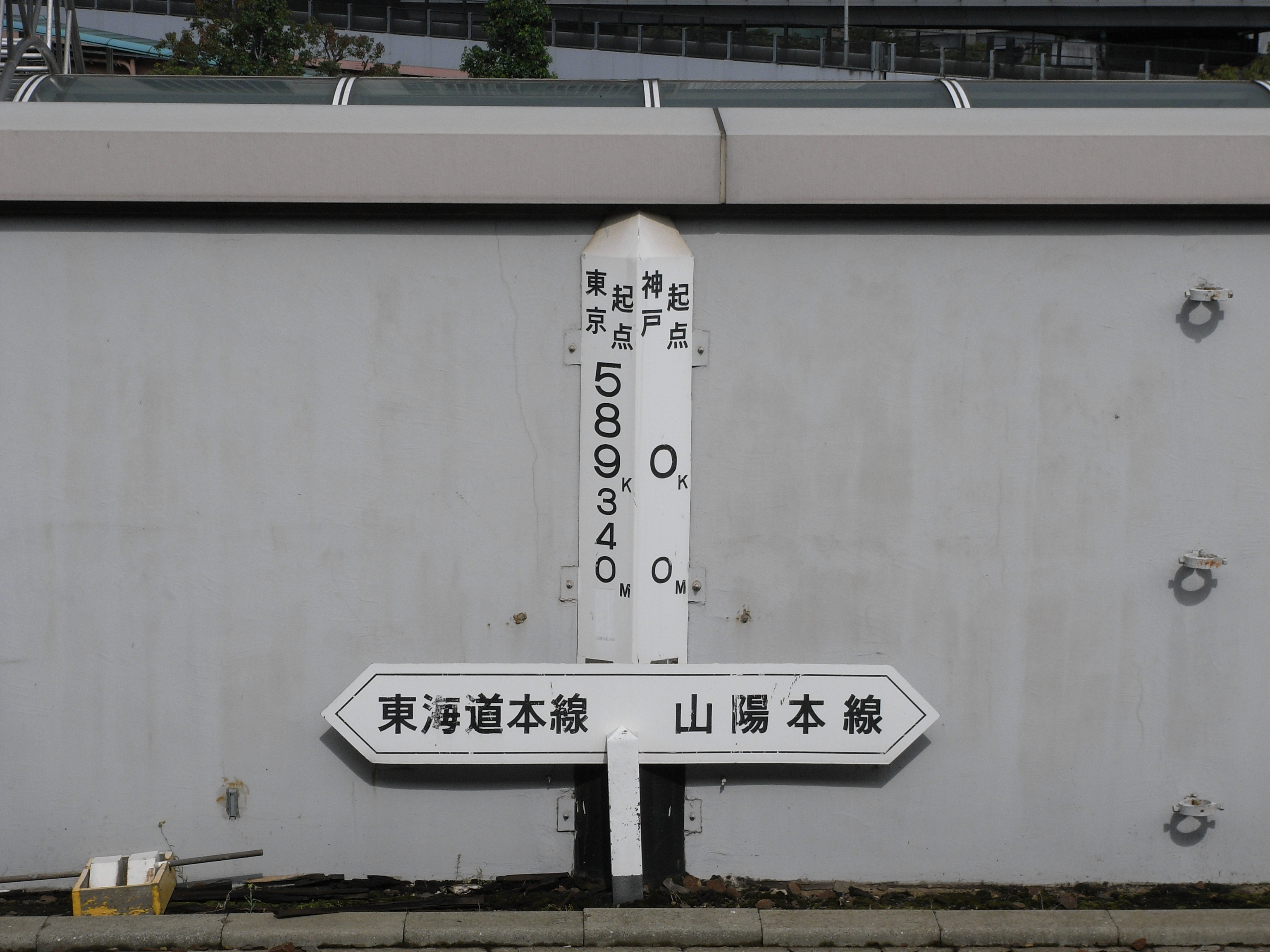
東海道本線と山陽本線の境界線

単式・島式ホーム3面5線のプラットホームを有する高架駅。上りの外側線のみ、待避線（1番のりば）を用いて列車の追い越しが可能である。
兵庫駅側の下り内側線と上り内側線の間に引上線があり、平日朝ラッシュ時と毎日深夜の折り返し列車が使用している。5番線と阪神高速道路の間にある留置線（6番線）は2012年3月12日に使用が停止された。
当駅の前後は、両方向とも急カーブ（半径・400メートル）を描いている。
改札口は中央口とビエラ神戸口の2か所。いずれもバリアフリーの一環として、段差が解消されている。改札口とホームを結ぶエレベーター・エスカレーターは、1番のりばには設置されていない。

### のりば
| のりば | 路線     | 方向 | 線路   | 行先                 | 備考                                                         |
| ------ | -------- | ---- | ------ | -------------------- | ------------------------------------------------------------ |
| 1      | JR神戸線 | 上り | 外側線 | 尼崎・大阪・京都方面 | 平日朝に運行される外側線経由の快速（外側快速）のみ使用       |
| 2      | JR神戸線 | 上り | 外側線 | 尼崎・大阪・京都方面 | 特急・新快速・外側線経由の快速（外側快速）                   |
| 3      | JR神戸線 | 上り | 内側線 | 尼崎・大阪・京都方面 | 快速・普通                                                   |
| 4      | JR神戸線 | 下り | 内側線 | 西明石・姫路方面     | 快速・普通                                                   |
| 5      | JR神戸線 | 下り | 外側線 | 西明石・姫路方面     | 特急・新快速・平日朝に運行される外側線経由の快速（外側快速） |

上表の路線名は旅客案内上の名称（愛称）で表記している。
普通列車はすべて中央（内側線）の3番・4番のりば、新快速・特急はすべて外側線の2番・5番のりばを使用する。当駅を通過する貨物列車も、2番・5番のりばを通過する。この複々線の列車運用は当駅(複々線自体は西明石駅)から東海道本線（琵琶湖線）の草津駅まで行われている。
快速は基本的に3番・4番のりばに停車するが、大阪方面は平日朝ラッシュ時に新快速を先に通す列車は1番のりば、平日朝の終わりの列車と土曜・休日の朝の一部は2番のりばに停車する。また、姫路方面は快速のうち平日朝に外側線を走行する列車は5番のりばに停車する。
1番のりばは平日朝ラッシュ時のみ使われ、停車する列車がない時間帯は閉鎖される。この1番ホームは、もともと当駅始発の東京方面への優等列車用に割り当てられ、戦前は特急「燕」・「鴎」や急行列車が、また戦後も急行「銀河」や電車特急「こだま」（1958年 - 1961年）・「富士」（1961年 - 1964年）がこのホームから発車していた。しかし、東海道新幹線の開業で1964年に「富士」が廃止、翌1965年には「銀河」も姫路発着となり、当駅発着となる定期の特急・急行列車は消滅した。その後、阪神・淡路大震災の発生前まで使用を停止していた。なお、2011年3月11日までは夜間に西明石からの回送列車が入り、引き上げ線経由で留置線に入る運用があった。また、1番乗り場には、電光掲示板は設置されていない。
1・2・3・5番のりばは外側線・内側線の双方向への出発が可能である。4番のりばから列車線への出発はできない。

### ダイヤ
日中時間帯は1時間に16本（新快速と快速がそれぞれ4本、普通が8本）停車する。朝夕時間帯は本数が多くなる。
東海道本線の終点、山陽本線の起点であり、長らく神戸駅を始発、終着とする優等列車、普通列車が設定されていたが、1968年10月1日のヨンサントオ・ダイヤ改正で始発、終着する定期列車が一時消滅。国鉄分割民営化後には、1989年3月11日のダイヤ改正で特急「スーパー雷鳥」の1本が当駅発着の設定となったが、1997年3月8日の改正で廃止された。
2021年6月21日の時点では、早朝4時台の大阪方面京都行き一番列車は当駅始発で、5時台の西明石行き一番列車も当駅始発である（西明石駅から回送列車で運行し、当駅で乗客を乗せている）。平日朝7時台に当駅始発の大阪方面行き、大阪発夜21時台に当駅止まり（到着は22時20分）が1本ずつ設定されている。なお、折り返し列車は事故などでダイヤが乱れた場合は日中にも運行されることがある。1986年11月1日 - 1996年7月19日の間は折り返しが日中にも設定されていた。

### 貴賓室
神戸駅には1889年（明治22年）の2代目駅舎完成時に貴賓室が設けられた。その後、貴賓室は3代目駅舎の完成した1930年代に移転し、1947年（昭和22年）6月11日、1954年（昭和29年）4月5日、1968年（昭和43年）8月10日の三度使用された。
1972年（昭和47年）の山陽新幹線の新大阪 - 岡山間の開業時に貴賓室は駅長室となった。阪神大震災後には取り壊しも計画されたが、貴賓室のある駅舎はまれで、部屋を移築して鉄道の博物館として保存する案もあったが、結局はそのままの形で保存されることになった。
1997年（平成9年）には貴賓室を含むスペースに商業施設が開業し、食堂「みかど」の一角にガラス張りの状態で保存された。その後、2006年（平成18年）からは新たに出店した飲食店「がんこJR神戸駅店」の一部として引き継がれたが、目に留まりにくい形になっていたため、玉座を撤去するとともにシャンデリアや大理石の暖炉をそのまま保存して、2016年（平成28年）からは客席として利用されていた。しかし、新型コロナウイルス禍などの影響で「がんこJR神戸駅店」は、2023年（令和5年）1月末に閉店した。
その後、貴賓室のあったスペースは、内装を活かす形で2024年（令和6年）5月10日に駅の別な場所から移転したスターバックス「PLiCO神戸店」の客席となっている。

## 駅弁
淡路屋が製造・販売を担当している。主な駅弁は下記の通り。
- JR貨物コンテナ弁当 明石の鯛めし編
- JR貨物コンテナ弁当 京都の鶏めし編
- あっちっち但馬牛すきやき弁当
- ハローキティ版ひっぱりだこ飯
- JR貨物コンテナ弁当 神戸のすきやき編
- 京阪神るるぶ弁当
- 神戸のすきやきとステーキ弁当
- 肉めし
- ひっぱりだこ飯
- ひょうご日和
- 夢の超特急0系新幹線弁当
- 米田茶店 かに寿し
- 柿の葉寿司
- 神戸食館
- 六甲山縦走弁当
- 日本の朝食弁当
- パンダくろしお弁当

## 利用状況
2023年度の1日平均乗車人員は51,549人である。JR西日本の駅では第12位で、兵庫県内での同社の駅では、三ノ宮駅に次ぐ第2位、山陽本線では広島駅、岡山駅に次いで第3位である。（JR西日本管内で所属路線が一路線のみの駅では三ノ宮駅、鶴橋駅、高槻駅に次ぐ第4位）。2023年度はJR京都線の新大阪駅や高槻駅を下回っている。
2006年度以降は減少傾向が続き、2009年度は乗車人員が7万人を下回った。定期乗車人員も2008年度までは概ね5万人程度で横ばい傾向であったが、同年を境に減少傾向にあった。しかし、2013年4月18日に神戸ハーバーランドの再開発でumieが開業したことにより、2013年度は乗車人員が大幅に増加して再度7万人台を上回った。
近年の1日平均乗車人員は下表のとおりである。
| 年度               | 1日平均乗車人員 | 1日平均乗車人員 |
| 年度               | 総数            | 定期            |
| ------------------ | --------------- | --------------- |
| 1995年（平成07年） | 75,663          | 49,747          |
| 1996年（平成08年） | 75,846          | 50,103          |
| 1997年（平成09年） | 74,541          | 50,396          |
| 1998年（平成10年） | 73,302          | 49,787          |
| 1999年（平成11年） | 72,525          | 49,675          |
| 2000年（平成12年） | 72,865          | 50,262          |
| 2001年（平成13年） | 72,168          | 50,321          |
| 2002年（平成14年） | 70,040          | 49,176          |
| 2003年（平成15年） | 70,091          | 49,269          |
| 2004年（平成16年） | 71,151          | 49,947          |
| 2005年（平成17年） | 71,785          | 50,205          |
| 2006年（平成18年） | 72,019          | 50,376          |
| 2007年（平成19年） | 71,855          | 50,367          |
| 2008年（平成20年） | 71,258          | 49,975          |
| 2009年（平成21年） | 68,722          | 48,771          |
| 2010年（平成22年） | 68,002          | 48,375          |
| 2011年（平成23年） | 67,562          | 47,697          |
| 2012年（平成24年） | 66,935          | 46,749          |
| 2013年（平成25年） | 70,579          | 47,529          |
| 2014年（平成26年） | 68,947          | 46,571          |
| 2015年（平成27年） | 70,204          | 46,994          |
| 2016年（平成28年） | 70,301          | 46,725          |
| 2017年（平成29年） | 70,518          | 46,588          |
| 2018年（平成30年） | 70,925          | 45,825          |
| 2019年（令和元年） | 72,517          | 45,404          |
| 2020年（令和02年） | 55,742          | 39,441          |
| 2021年（令和03年） | 52,801          | 37,209          |
| 2022年（令和04年） | 53,563          | 37,538          |
| 2023年（令和05年） | 51,549          |                 |

## 駅周辺

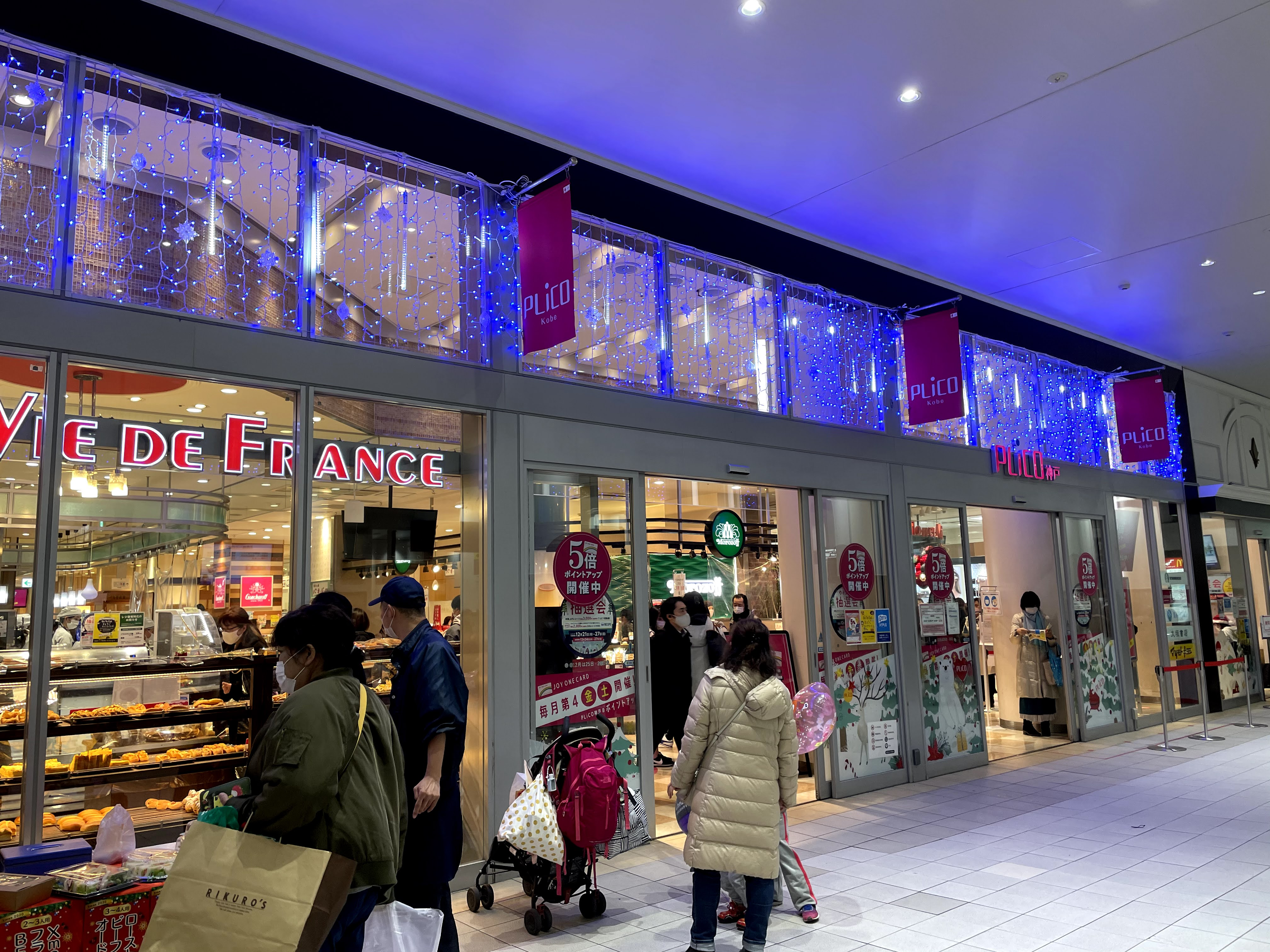
プリコ神戸

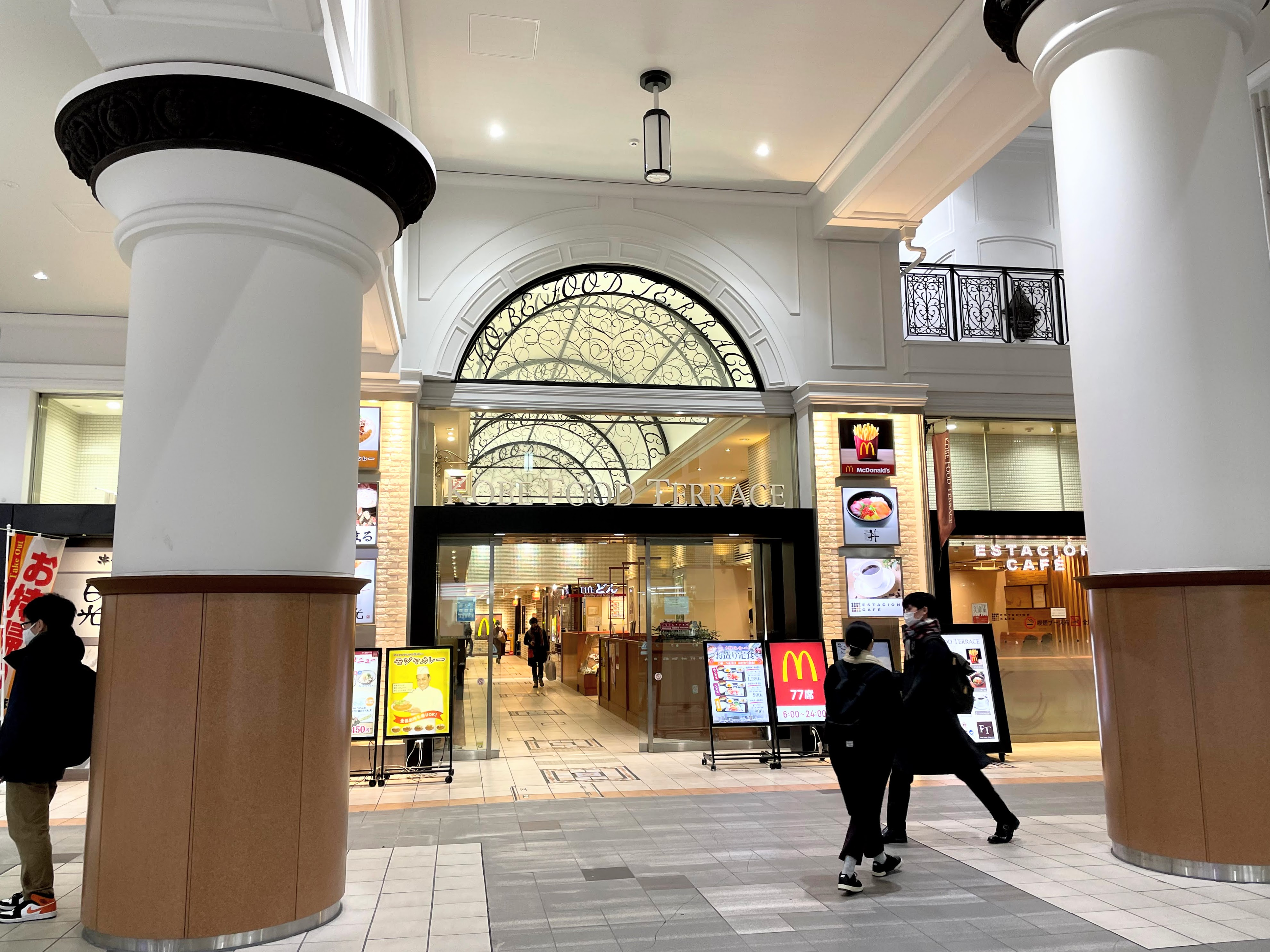
神戸フードテラス

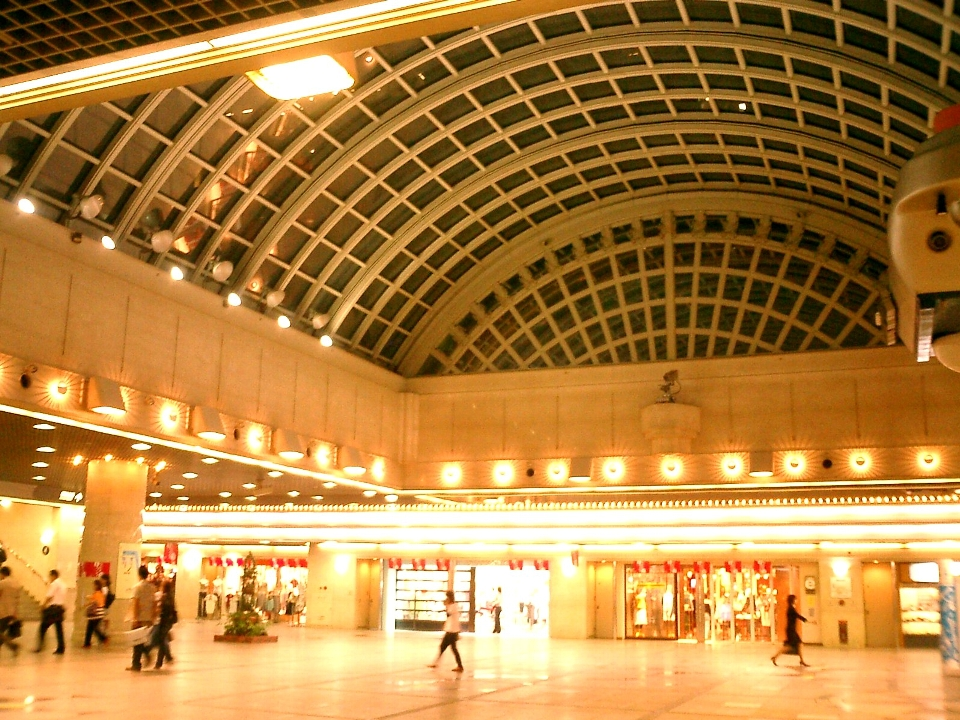
デュオこうべ（高速神戸駅・JR神戸駅・ハーバーランド駅を結ぶ地下街）。メトロこうべを経由して地下街は新開地駅まで延びている。

神戸市域では山側を北、浜側を南、大阪方面を東、明石方面を西と表現する傾向があり、当駅も山側を北口、浜側を南口と表現している。しかし、当駅付近の線路は南北方向に伸びているため、北口は西、南口は東を向いており、実際の方角と異なる。このため、当駅の北口を山側、南口を浜側などと言い換える市民が多い。北口・南口の地下に展開する地下街も山の手・浜の手と呼び分けている。
前述のとおり、当駅の浜側一帯はもともと当駅構内、客貨分離後も1985年まで湊川駅（貨物駅）構内だったため、駅前は山側に設けられた北口を指した。1958年に浜側にも南口が設けられ、1961年に浜手幹線（のち国道2号に指定）が開通したが、1974年に山側の北口に駅前広場が拡張整備された。1985年から1992年にかけて湊川駅（貨物駅）跡地の再開発によって神戸ハーバーランドが整備されると浜側も活況を呈するようになり、大規模な商業施設や高層ビルが立ち並んでいる。この間、1986年には浜手バイパスが開通し、当駅浜側やや南の東川崎交差点にランプウェイが設けられた。
地下街
- デュオこうべ
  - デュオこうべ山の手 - 駅北口の地下に展開する。1974年にサンこうべとして開業し、1992年にデュオこうべ山の手と改称。
  - デュオこうべ浜の手 - 駅南口の地下に展開する。1992年開業。
- メトロこうべ - 当駅ではなく高速神戸駅が位置する中央幹線（多聞通。国道28号）の地下に展開するが、デュオこうべ山の手と接続している。

北口（実際の方角は西。山側）
- タクシー乗り場（中型・小型）
- 湊川神社[9]
- 神戸文化ホール
- 神戸市立中央図書館
- 神戸市立中央体育館
- 神戸大学医学部・医学部付属病院
- 神戸地方裁判所
- 国道28号
- 国道428号
当駅元町寄りのガード近くが起点である。

南口（実際の方角は東。浜側）
- タクシー乗り場
- 神戸中央郵便局（ゆうちょ銀行神戸店（大阪支店神戸出張所）・かんぽ生命保険神戸支店を併設）
- 神戸駅前JUSTスクエア
  - サンテレビジョン本社・演奏所
  - 神戸ジュラクホテル
- 神戸ハーバーランド
  - ホテルクラウンパレス神戸
  - 神戸ハーバーランドセンタービル
  - プロメナ神戸
  - umie
  - キャナルガーデン
  - 神戸情報文化ビル
    - 神戸新聞社本社（神戸新聞・デイリースポーツ発行元）
    - ラジオ関西本社・スタジオ

  - ハーバーウォーク
  - umie MOSAIC
    - 神戸アンパンマンこどもミュージアム&モール

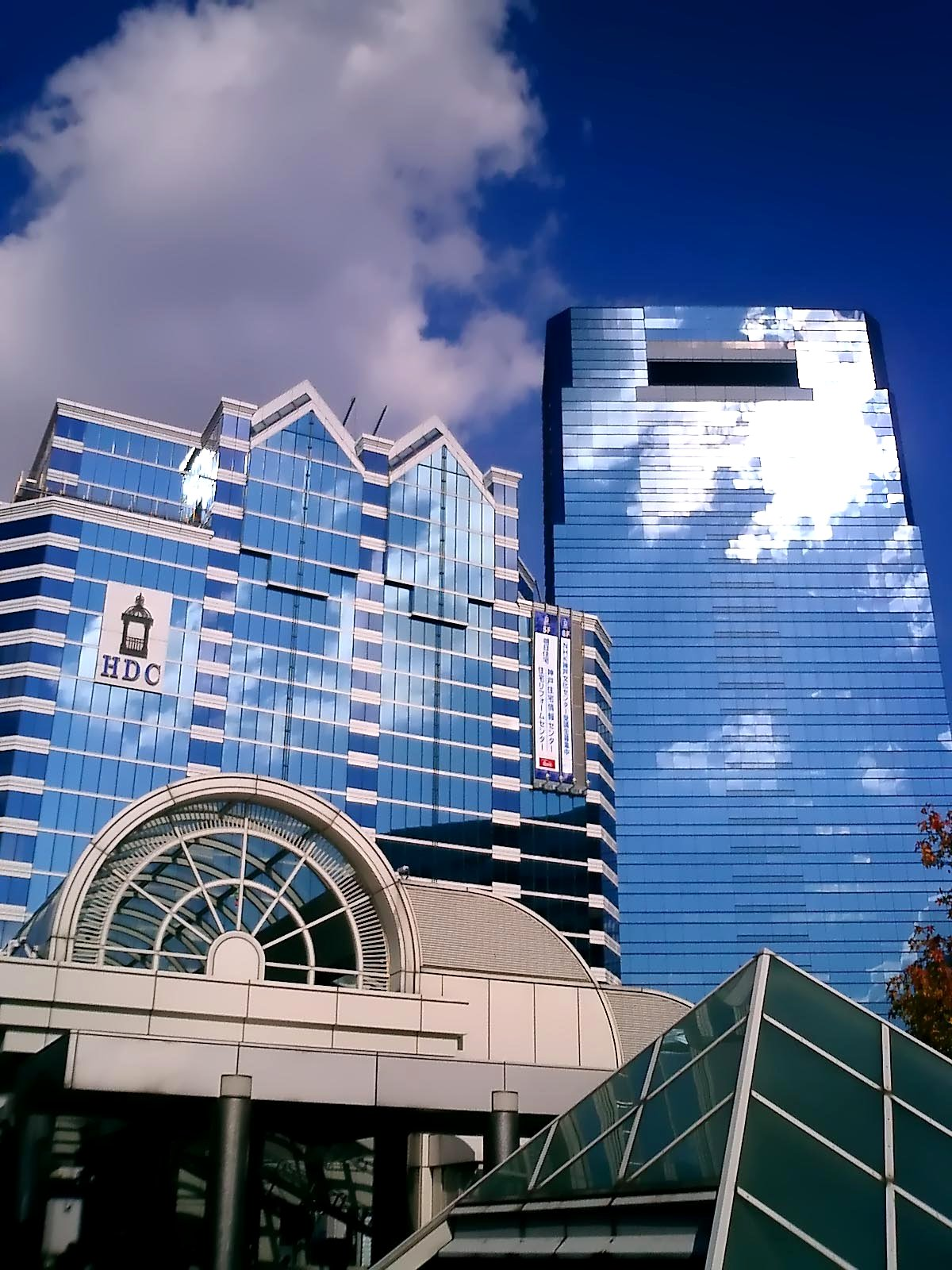
南口前（HDCと神戸クリスタルタワー）

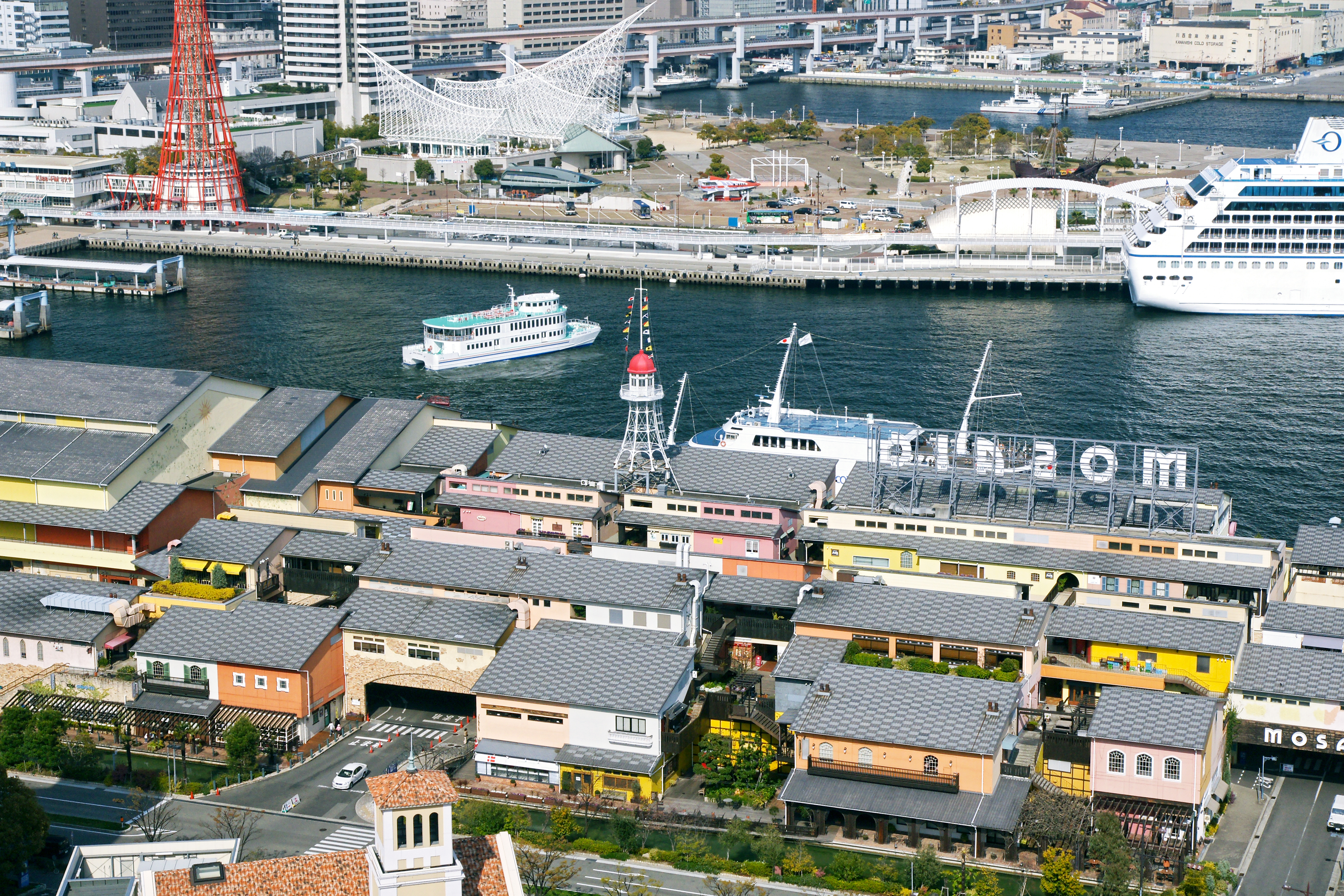
モザイク（神戸ハーバーランド）

  - 高浜旅客ターミナル
    - 旧神戸港信号所

  - 煉瓦倉庫レストラン街
- 神戸クリスタルタワー（川崎重工業神戸本社）
- 国道2号

## バス路線
北口（山側）には円形ロータリーの「神戸駅前」、南口（浜側）には四角形ロータリーの「神戸駅南口」停留所がある。なお、現在の駅舎が竣工してから100周年を迎える2030年を目標に円形ロータリーを廃止し、南口（浜側）にバス乗り場を統合する再整備が計画されている。
| 運行事業者     | 系統・行先 | 備考 |
| 神戸駅前       | 神戸駅前 | 神戸駅前 |
| -------------- | --- | --- |
| 神戸市バス     | 4・40：大日丘住宅前 7：三宮（市民福祉交流センター前） 9：吉田町 11：板宿 65：ひよどり台方面 95・96系統：新長田駅 110系統・112系統：JR鷹取駅  | |
| 阪急バス       | 150：西鈴蘭台駅・谷上駅 | |
| 神戸駅北口     | | |
| 神姫バス       | 山手線：三宮センター街東口 | |
| 神戸駅南口     | | |
| 阪急バス       | 61：鈴蘭台・神鉄六甲駅 (平日11時50分発のみ)                                                                                                  | |
| 神姫バス       | 38：白川台・押部谷（栄） 11：ポーアイキャンパス東（神戸学院大学ポートアイランドキャンパス） 中央市民病院 神戸空港 ポートループ：新神戸駅方面 | 「38」の押部谷（栄）行は1本のみでそれ以外は白川台止まり ポーアイキャンパス東行は学校休校日は運休 中央市民病院行は平日のみ運行 ポートループは2024年11月8日より乗り入れ開始 |
| 岸和田観光バス | SPA LINE 鳴門・四国：鳴門（観光汽船のりば前）/ OCAT                                                                                          | 「OCAT」行は空席のある場合のみ乗車可 |

## 備考
- 阪急電鉄や阪神電気鉄道のターミナル駅である三宮駅や、阪急が三宮に乗り入れる以前にターミナルとしていた上筒井駅（1940年に廃止）、それぞれ一時期神戸駅を名乗っていた。各項目と神戸駅 (曖昧さ回避)も参照。

## 隣の駅
西日本旅客鉄道（JR西日本）
 JR神戸線（東海道本線・山陽本線）
- 特急「はまかぜ」「らくラクはりま」停車駅 「スーパーはくと」一部停車駅

■新快速
三ノ宮駅 (JR-A61) - 神戸駅 (JR-A63) - 明石駅 (JR-A73)
■快速・■普通（JR東西線・学研都市線内で区間快速となる電車を含む）
元町駅 (JR-A62) - 神戸駅 (JR-A63) - 兵庫駅 (JR-A64)